# احسان عبدی
احسان عبدی (انگلیسی: Ehsan Abdi؛ زادهٔ ۲۶ ژوئن ۱۹۸۶) یک بازیکن فوتبال اهل ایران است.
از باشگاه‌هایی که در آن بازی کرده‌است می‌توان به باشگاه فوتبال نساجی مازندران، باشگاه فوتبال آلومینیوم هرمزگان، باشگاه فوتبال نفت مسجدسلیمان و باشگاه فوتبال مس کرمان اشاره کرد.